# Kamen Rider 555
Kamen Rider 555 (仮面ライダー555 Kamen Raidā Faizu,  Kamen Rider Faiz, Masked Rider Φ's, Phi's, hoặc Faiz) là một series truyền hình Tokusatsu Nhật Bản. Đây là phần thứ 13 trong loạt phim Kamen Rider Series, là sự hợp tác chung giữa Toei và Ishimori Production. Loạt phim được phát sóng trên TV Asahi từ ngày 26 tháng 1 năm 2003 đến ngày 18 tháng 1 năm 2004. Đây cũng là loạt phim đầu tiên có logo của TV Asahi khi công chiếu. Khẩu hiệu của loạt phim là "Bản năng chạy đua" (疾走する本能 Shissō-suru honnō).

## Cốt truyện
Smart Brain, công ty mạnh nhất trên thế giới, đang lợi dụng những sinh vật được gọi là Orphnoch. Các Orphnoch được gọi là "sự tiến hóa tiếp theo của loài người. Chúng hằng ngày đi tìm kiếm con người và hút lấy trái tim (sự sống) của họ và biến họ thành những Orphnoch. Để che giấu điều này, công ty Smart Brain đã tạo ra 3 thắt lưng được gọi là Rider Gear: Faiz, Kaixa và Delta để tìm kiếm và bảo vệ cho vua của loài Orphnoch.
Rider Gear đã bị đánh cắp bởi Hanagata - chủ tịch của công ty Smart Brain, Goat Orphnoch và tổng giám đốc tiền nhiệm công ty Smart Brain. Ông gửi cho con nuôi của mình (được gọi là "Ryuseji") sau khi họ tham dự lễ tốt nghiệp với hy vọng có thể phá vỡ kế hoạch của các Orphnoch. Tuy nhiên, công ty Smart Brain đã rất khôn khéo khi chế tạo 3 Rider Gear. Không có một con người bình thường nào có thể sử dụng được nó, chỉ có những người mang trong mình DNA của Orphnoch mới có thể sử dụng.
Vào đêm mà các Ryuseji tham dự lễ tốt nghiệp, khi họ đang vui chơi thì nhìn thấy 1 Orphnoch (sau này được xác định là 1 thành viên của Lucky Clover) và các Orphnoch khác mai phục và tiêu diệt. Trước khi chết, một người trong đó còn thấy rõ một Orphnoch cố gắng cứu lấy Ryuseji.
Một chàng trai trẻ lang thang tên Inui Takumi, vô tình bị lôi vào cuộc xung đột giữa con người và Orphenoch khi anh cố gắng cứu lấy Sonoda Mari (một trong những "Ryuseji"), khi cô bị một Orphnoch tấn công. Takumi trở thành Kamen Rider Faiz để tiêu diệt con Orphnoch đó. Công ty Smart Brain bắt đầu nhắm vào Takumi trong nỗ lực lấy lại Faiz Gear.
Tuy nhiên, một số Orphnoch không muốn giết con người. Họ mong muốn được sống chung, gần gũi với con người. Để đảm bảo điều đó, họ đã tiêu diệt những Orphnoch muốn săn lùng, gây hại cho con người và bắt đầu chống lại công ty Smart Brain. Hầu hết các Orphnoch đó đều bị tiêu diệt, giữ lại, trung lập hoặc đứng theo bên các Ryuseji để chống lại Smart Brain.
Khi cảnh sát Tokyo khám phá ra được đằng sau những Orphnoch đó là những vụ giết người bí ẩn, họ bắt đầu nghi ngờ, giết chết những con Orphnoch đó, và giữ lại để nghiên cứu vũ khí có thể hạ được, mặc dù không cho ra kết quả như mong đợi.
Vua Orphnoch đã được đánh thức bên trong người của một cậu bé có tên Suzuki Teruo, người mà Naoya Kaido và Kikuchi Keitaro đã kết bạn. Các Rider phải liên kết với nhau để tiêu diệt nhằm đảm bảo sự sống còn cho nhân loại.

## Masked Rider System
| Rider             | Thắt lưng    | Ký hiệu Hy Lạp | Người sử dụng chính |
| TV Series         | TV Series    | TV Series      | TV Series           |
| ----------------- | ------------ | -------------- | ------------------- |
| Kamen Rider Faiz  | Faiz Gear    | Φ              | Inui Takumi         |
| Kamen Rider Kaixa | Kaixa Gear   | Χ              | Kusaka Masato       |
| Kamen Rider Delta | Delta Gear   | Δ              | Mihara Shuji        |
| Riotrooper        | Smart Buckle | Ο              | Kaido Naoya         |
| Movie             |              |                |                     |
| Kamen Rider Psyga | Psyga Gear   | Ψ              | Leo                 |
| Kamen Rider Orga  | Orga Gear    | Ω              | Kiba Yuji           |
| Stage Show        |              |                |                     |
| Kamen Rider Alpha | Alpha Gear   | α              | Female Performer    |
| Kamen Rider Beta  | Beta Gear    | β              | Male Performer      |
| Kamen Rider Gamma | Gamma Gear   | γ              | Male Performer      |

Trong Kamen Rider 555, hệ thống biến hình thành Kamen Rider được gọi là Rider Gear, được chế tạo bởi công ty Smart Brain. Nó được thiết kế dành riêng cho các Orphnoch và chỉ có Orphnoch mới có thể sử dụng. Mỗi Rider Gear có thể cho người dùng một bộ giáp được tạo bởi những đường kẻ màu. Người dùng có thể phát huy hết sức mạnh của chiếc thắt lưng. Những thắt lưng đều được kích hoạt bằng một chiếc điện thoại (riêng Delta Gear được kích hoạt bằng giọng nói). Những bộ giáp của các Kamen Rider dựa trên các ký hiệu của Bảng chữ cái Hy Lạp. Những hiệu ứng âm thanh của Rider Gear đã được nhắc đến trong tập 17 của Kamen Rider Kabuto.
Series bao gồm ba thắt lưng chính Faiz Gear, Kaixa Gear và Delta Gear. Trong series, cha nuôi của Ryuseji và tổng giám đốc công ty Smart Brain đã cố gắng chế tạo những Rider Gear mới nhưng không thành công. Hai thắt lưng không tạo ra áo giáp dẫn đến tử vong cho người mặc. Khi Takuma Itsuro mặc chiếc thắt lưng khác, thì nó chỉ cho ra bộ giáp trong vài giây rồi biến thành cát. Trong Kamen Rider 555: Paradise Lost, công ty Smart Brain đã chế tạo thành công hai chiếc thắt lưng khác là Psyga Gear và Orga Gear dựa trên Delta Gear.

### Riotrooper
Những Riotrooper được giới thiệu trong phim và xuất hiện gần cuối series, được lãnh đạo bởi Naoya Kaido. Họ đeo một chiếc thắt lưng gọi là Smart Buckle để biến đổi thành một Riotrooper.
Trong series, số Smart Buckle được chế tạo là 6. Trong movie, số Smart Buckle lên đến 10000 chiếc.

### Tên gọi
Mỗi Rider Gear bao gồm một chiếc thắt lưng và dụng cụ kích hoạt riêng, phần lớn là dùng điện thoại, duy nhất Delta Gear được kích hoạt bằng giọng nói. Những chiếc thắt lưng này được chế tạo để dành riêng cho các Orphnoch, nhưng con người cũng có thể sử chúng để tiêu diệt Orphnoch. Tuy nhiên không phải ai cũng có thể sử dụng được, điển hình là khi Sonoda Mari và Kikuchi Keitaro sử dụng Faiz Gear thì thắt lưng này phát ra âm thanh "ERROR", và họ không thể biến hình được. Còn muốn sử dụng Kaixa Gear thì phải được tiêm DNA Orphnoch vào cơ thể.
Mỗi Rider Gear, trừ Riotrooper Gear, được mã hoá bằng một mật mã riêng gồm 3 chữ số. Đối với Faiz Gear, mật mã nhập là 5-5-5, đọc là "five five five" nhưng viết tắt lại thành "fives" (đọc giống như Fais). Theo tiếng Nhật, từ Fais viết lại thành "Faiz". Đối với Kaixa Gear, mã nhập là 9-1-3, đọc giống như "Ka-I-Sa" (Kaixa). Delta Gear được kích hoạt bằng giọng nói, nhưng được mã hóa với mật mã 3-3-3.
Đối với Psyga Gear, mã nhập là 3-1-5, đọc là "Sa-I-Go" (Psyga). Còn Orga Gear, là sử dụng mật mã 0-0-0

## Orphnoch
Là những con quái vật xuất hiện trong Kamen Rider 555. Còn được gọi là "sự tiến hóa tiếp theo của loài người", hằng ngày, chúng đi giết con người, hút lấy trái tim (là nơi chứa đựng sự sống) của họ và biến họ thành những Orphnoch. Tuy nhiên, trong series cũng xuất hiện một số Orphnoch không muốn gây hại cho con người, họ muốn sống chung với con người. Những Orphnoch đó nhanh chóng bị tiêu diệt hoặc kết hợp với con người chống lại công ty Smart Brain.

## Phim

### Kamen Rider 555: Paradise Lost
Kamen Rider 555: Paradise Lost (劇場版　仮面ライダー555　パラダイス・ロスト Gekijōban Kamen Raidā Faizu: Paradaisu Rosuto) là một kết thúc thay thế cho loạt phim Kamen Rider 555. Bộ phim ra song song với Bakuryu Sentai Abaranger: Abare Summer is Freezing! vào ngày 16 tháng 8 năm 2003. Bộ phim dài 81 phút, và 2 Kamen Rider với 2 Rider Gear mới sẽ được nhắc tới trong phim

## Hyper Battle Video
Kamen Rider 555: Hyper Battle Video (仮面ライダー５５５（ファイズ）　ハイパーバトルビデオ Kamen Raidā Faizu Haipā Batoru Bideo) là phần đặc biệt của Kamen Rider 555. Cốt truyện xảy ra ở tiệm giặt nơi Takumi, Mari và Keitaro đang sống. Nhân viên của công ty Smart Brain tới, họ khiêu vũ một số bài hát. Phần này giới thiệu khái quát về 3 Kamen Rider chính trong loạt phim và được tạp chí Televikun giới thiệu kèm them một vũ khí mới cho Kamen Rider Faiz

## Diễn viên
- Inui Takumi (乾 巧?): Handa Kento (半田 健人?)
- Sonoda Mari (園田 真理?): Haga Yuria (芳賀 優里亜?)
- Kikuchi Keitarō (菊池 啓太郎?): Mizorogi Ken (溝呂木 賢?)
- Kiba Yūji (木場 勇治?): Izumi Masayuki (泉 政行?)
- Osada Yuka (長田 結花?): Katō Yoshika (加藤 美佳?)
- Kaidō Naoya (海堂 直也?): Karahashi Mitsuru (唐橋 充?)
- Kusaka Masato (草加 雅人?): Murakami Kōhei (村上 幸平?)
- Mihara Shūji (三原 修二?): Harada Atsushi (原田 篤?)
- Abe Rina (阿部 里奈?): Kasai Rie (河西 りえ?)
- Sawada Aki (澤田 亜希?): Ayano Gō (綾野 剛?)
- Suzuki Teruo (鈴木 照夫?): Watanabe Kayato (渡辺 彼野人?)
- Soeno Jōji (添野 錠二?): Ishida Tarō (石田 太郎?)
- Sawamura (沢村?): Iwakawa Kōji (岩川 幸司?)
- Soeno Hikaru (添野 ひかる?): Miwake Manami (三訳 真奈美?)
- Minami Masahiko (南 雅彦?): Ogawa Atsushi (小川 敦史?)
- J (ジェイ Jei?): Kenneth Duria (ケネス・ヅリア Kenesu Zuria?)
- Takuma Itsurō (琢磨 逸郎?): Yamasaki Jun (山崎 潤?)
- Kageyama Saeko (影山 冴子?): Waka (和香?)
- Kitazaki (北崎?): Fujita Rei (藤田 玲?)
- Smart Lady (スマートレディ Sumāto Redi?): Kurihara Hitomi (栗原 瞳?)
- Murakami Kyōji (村上 峡児?): Murai Katsuyuki (村井 克行?)
- Hanagata (花形?): Naka Kōji (中 康治?)
- Mizuno Kazufumi (水野 和史?): Ōkuchi Kengo (大口 兼悟?)
- Itagaki Tetsuo (板垣 哲生?): Fukazawa Atsushi (深沢 敦?)
- Shimaji Takako (島地 貴子?): Nakagami Chika (中上 ちか?)
- Bóng của Teruo (照夫の影 Teruo no Kage?): Kobayashi Shun (小林 俊?)
- Orphnochs (オルフェノク Orufenoku?, Voice): Shiono Katsumi (塩野 勝美?)
- Arch Orphnoch (アークオルフェノク Āku Orufenoku?, Voice): Yanaka Hiroshi (家中 宏?)
- Narration, âm thanh Driver (ナレーション、ドライバー音声 Narēshon, Doraibā Onsei?): Kano Takehiko (假野 剛彦?)

### Diễn viên khách mời
- Morishita Chie (森下 千恵? 1-2): Katsumura Mika (勝村 美香?)
- Bố của Yuji Kiba (木場 勇治の父 Kiba Yūji no Chichi?, 1): Kase Shin'ichi (加瀬 慎一?)
- Mẹ của Yuji Kiba (木場 勇治の母 Kiba Yūji no Haha?, 1): Takei Midori (竹井 みどり?)
- Akai (赤井? 3-4): Yamazaki Katsuyuki (山﨑 勝之?)
- Toda Eiichi (戸田 英一? 5-6): Kagemaru Shigeki (影丸 茂樹?)
- Giáo sư (教授 Kyōju?, 7-8): Ogura Ichirō (小倉 一郎?)
- Gorgeous Man (ゴージャスな男 Gōjasu na Otoko?, 31-32): Tachi Masaki (舘 正貴?)
- Crab Orphnoch (クラブオルフェノク Kurabu Orufenoku?, 41-42, Voice): Matsuda Satoshi (松田 悟志?)

### Diễn viên phục trang
- Kamen Rider Faiz, Centipede Orphnoch, Wolf Orphnoch: Takaiwa Seiji (高岩 成二?)
- Kamen Rider Kaixa, Horse Orphnoch, Goat Orphnoch: Itō Makoto (伊藤 慎?)
- Kamen Rider Delta, Auto Vajin: Oshikawa Yoshifumi (押川 善文?)
- Crocodile Orphnoch, Rose Orphnoch, Arch Orphnoch: Okamoto Jirō (岡元 次郎?)
- Crane Orphnoch, Lobster Orphnoch: Mizutani Takeshi (水谷 健?)
- Spider Orphnoch: Nagase Naoki (永瀬 尚希?)
- Snake Orphnoch: Hato Hideki (葉都 英樹?), Yabe Keizō (矢部 敬三?)
- Dragon Orphnoch: Watanabe Jun (渡辺 淳?)